# Lauzerte
Lauzerte is een gemeente in het Franse departement Tarn-et-Garonne (regio Occitanie). De gemeente telde 1.447 inwoners op 1 januari 2022. De inwoners worden Lauzertins genoemd. 
Lauzerte is lid van Les Plus Beaux Villages de France. Sinds de middeleeuwen is het dorp een halte op de Via Podiensis, een van de pelgrimsroutes naar Santiago de Compostella. De pelgrims komen van Montcuq en gaan daarna naar de Abdij Saint-Pierre van Moissac.
Het dorp is het hart van de AOC Chasselas de Moissac (sinds 2003) en de productie van de meloenen van Quercy. Daarnaast is de streek bekend om zijn boomgaarden, zonnebloemen, maïs en lavendel.

## Geografie
Lauzerte ligt op een heuvel tussen de rivieren Barguelonnette en Lendou en aan de weg van Cahors naar Moissac.
De onderstaande kaart toont de ligging van Lauzerte met de belangrijkste infrastructuur en aangrenzende gemeenten.

## Geschiedenis
Op de heuvel van Lauzerte stond een gallisch oppidum. Op het einde van de 12e eeuw verkreeg graaf Raymond V van Toulouse de heuvel. Hij begon met de bouw van een bastide met 200 kavels voor woningen. Kolonisten werden aangetrokken met privileges. Voor het bouwplan diende Montauban als voorbeeld. Raymond VI van Toulouse bevestigde de situatie met het opstellen van een charter in 1241.
Vijftig jaar later, tijdens de Honderdjarige Oorlog, werden de Engelse bezetters verjaagd door de inwoners. Als beloning maakte de Franse koning Filips IV Lauzerte tot hoofdstad van de streek Bas Quercy en zetel van de koninklijke seneschalk
Tijdens de Hugenotenoorlogen wist de Heer van Duras, die tot het kamp van de hugenoten behoorde, het dorp te veroveren, dankzij een bres in de omwalling aan de huidige "rue de la brèche". Alle 597 inwoners, mannen, vrouwen en kinderen werden daarna vermoord. Er kwam dan ook een einde aan de gloriedagen in de late 16e eeuw toen na de godsdienstoorlog. Lauzerte werd gedegradeerd tot hoofdplaats van een district.

## Plaatsen en monumenten

### Place des Cornières
De marktplaats van de bastide (35×30 m) op de top van de heuvel is aan drie zijden omgeven door arcaden in rondbogen. Er staan verschillende huizen uit de 15e eeuw tot 18e eeuw, gebouwd van witte kalksteen uit de streek.

### Église Saint-Barthélemy
Loodrecht op de Place des Cornières staat de Église Saint Barthélemy met een sobere klokkentoren en façades uit de 14e eeuw en 19e eeuw. Deze aan Bartolomeüs gewijde kerk dateert oorspronkelijk uit de 13e eeuw maar werd tijdens de godsdienstoorlog bijna volledig verwoest door de protestanten. De kerk werd vergroot en met spitsbogen overwelfd in 1591 en 1654. In de noordelijke kapel vindt men een vergulde barok altaarstuk met voorstellingen uit het leven van de heilige maagd Maria.

### Église des Carmes
De karmelietenorde vestigde in de 14e eeuw aan de uitgang van de buitenwijk van Auriac een klooster. Dit werd afgebroken in de 16e eeuw en opnieuw opgebouwd tegen 1678; het werd verbouwd in de 18e eeuw. De kerk heeft een hoekig chevet en een uniek schip, verbouwd in 1673. Men ziet er de heilige maagd Maria die een roos geeft aan de heilige Simon Stock en aan de heilige Theresia van Ávila. Er is ook een barok altaarstuk. In de zijnissen ziet men de profeet Elia en Johannes van het Kruis.

### Afbeeldingen

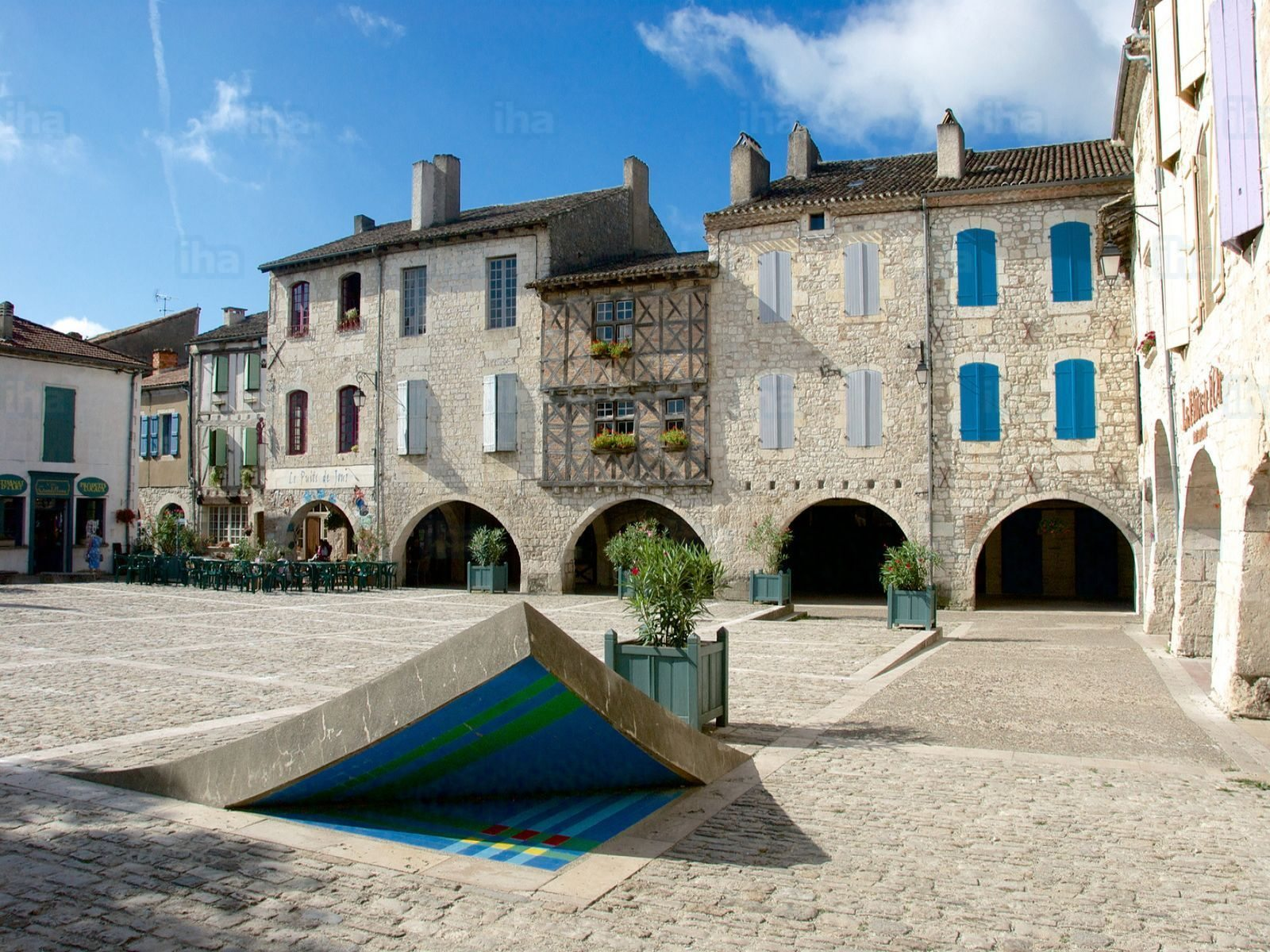
Place des Cornières
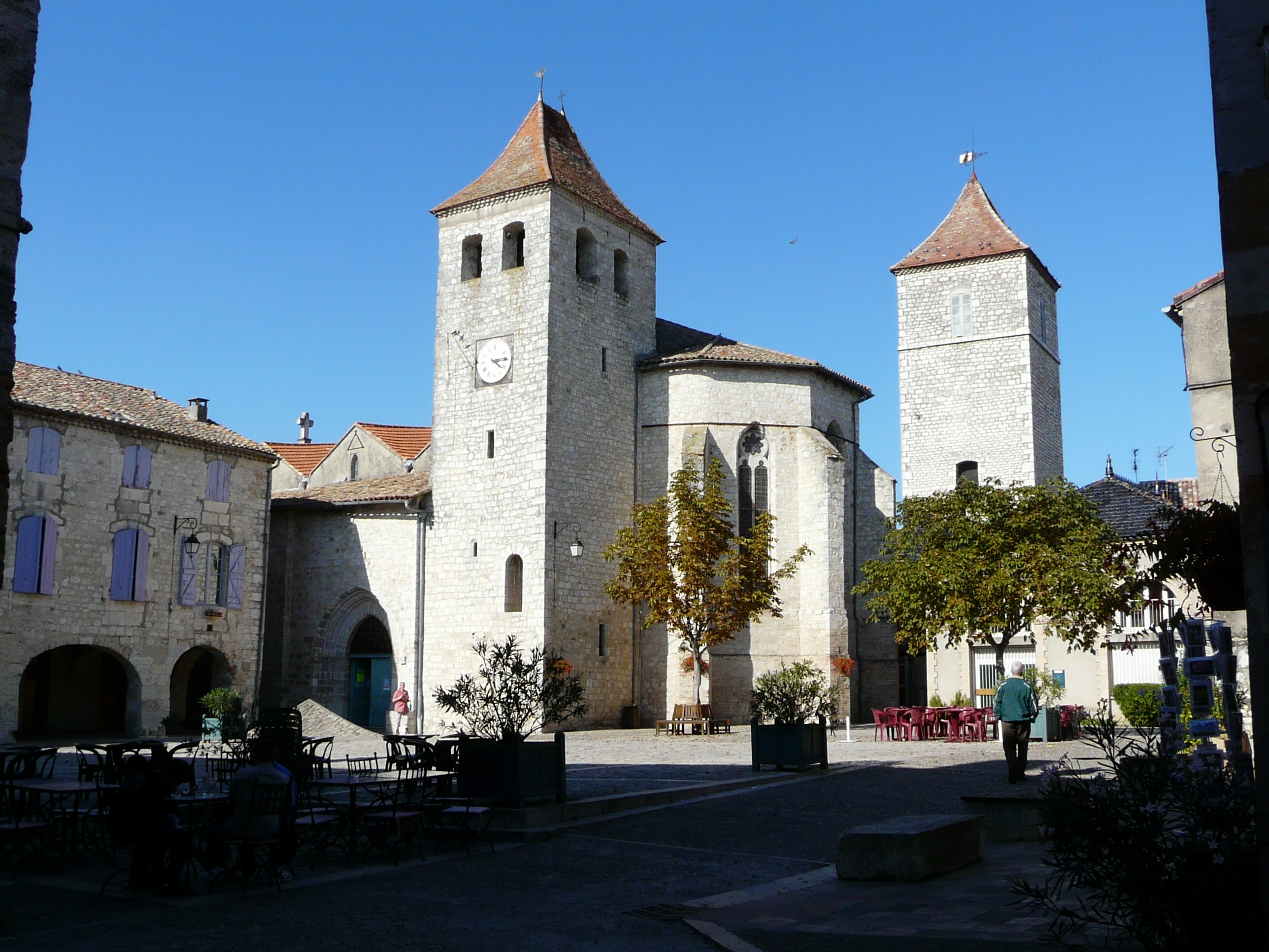
Église Saint-Barthélemy
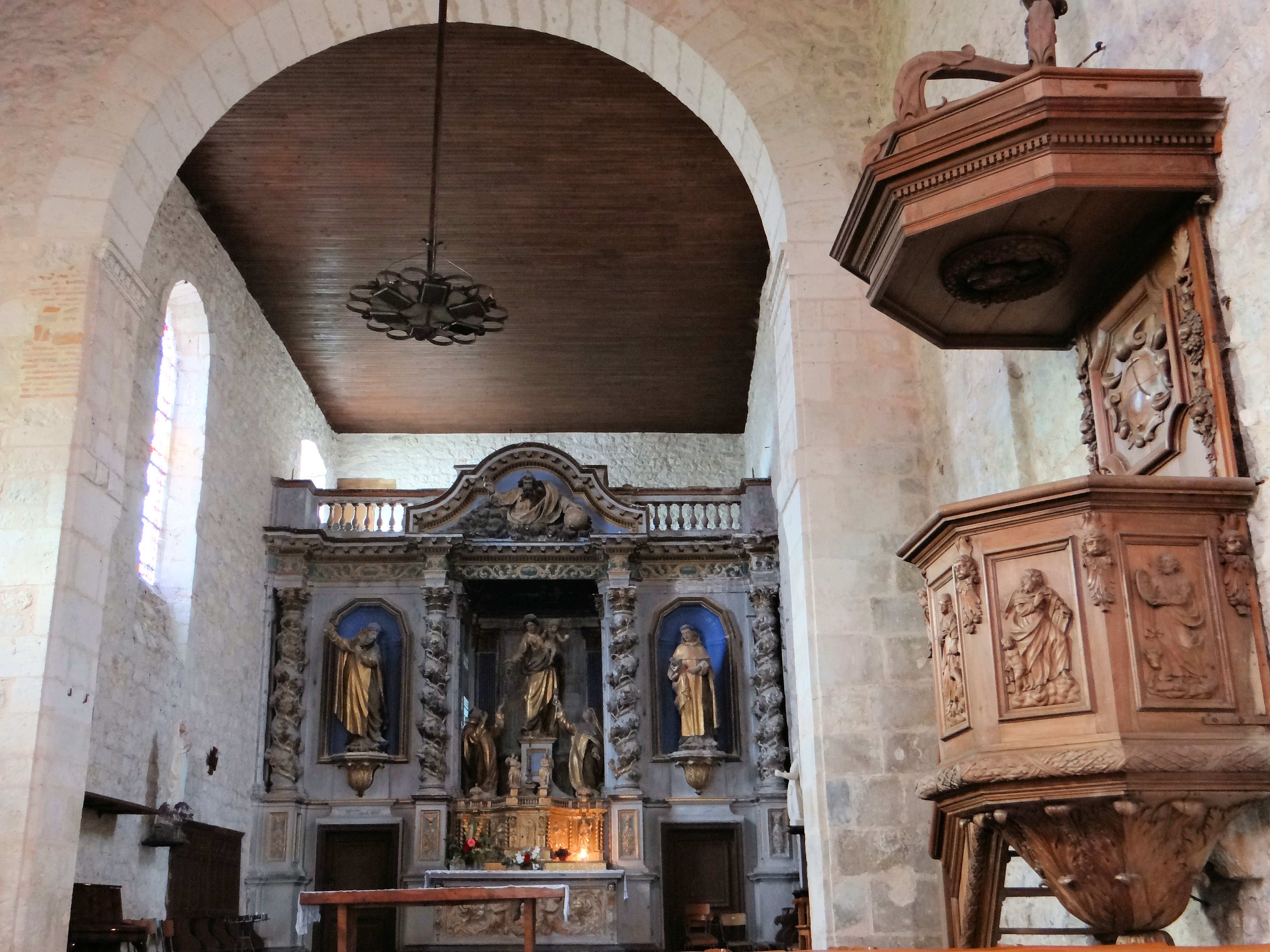
Église des Carmes

## Demografie
Onderstaande figuur toont het verloop van het inwonertal (bron: INSEE-tellingen).